# پراوازه (ترانه ورونیکاس)
«پراوازه» (به انگلیسی: Popular) ترانه‌ای از گروهٔ موسیقی دونفرهٔ استرالیایی ورونیکاس می‌باشد که در دومین آلبوم استودیویی آن‌ها تحت عنوان کمکم کن (۲۰۰۷) قرار دارد و در ۱۱ اکتبر سال ۲۰۰۸ به‌عنوان تک‌آهنگ نهایی آلبوم برای بارگیری منتشر گردید.